# 김승현 (배우)
김승현(1981년 3월 18일 ~ )은 대한민국의 배우이다.

## 이력
신장은 186cm이고 체중은 74kg인 그는 1997년 잡지 '렛츠'의 모델로 활동하게 되면서 연예계에 데뷔하였다. 어려서부터 미술을 전공하였는데, 2009년과 2010년 KASF 코리아 아트썸머페스티벌에 전시작가로서 참여하였다. 배우로서의 첫 데뷔는 1998년 SBS 청춘시트콤 《나 어때》이다. 2000년생 딸이 있으며 2020년에 혼인하였다.

## 학력
- 김포중학교 졸업
- 김포공업고등학교 졸업
- 경기대학교 다중매체영상학 학사(2009년)

## 연기 활동

### 드라마
| 연도 | 방송     | 제목                                          | 역할        | 비고     |
| ---- | -------- | --------------------------------------------- | ----------- | -------- |
| 1997 | MBC      | 남자 셋 여자 셋                               |             |          |
| 1998 | SBS      | 사랑해 사랑해                                 |             |          |
| 1998 | KBS2     | 행복을 만들어 드립니다                        |             |          |
| 1998 | SBS      | 나 어때                                       | 승현        |          |
| 1998 | SBS      | 흐린 날에 쓴 편지                             |             |          |
| 1999 | SBS      | 행진                                          | 김승현      |          |
| 2000 | SBS      | 골뱅이                                        |             |          |
| 2001 | SBS      | 외출                                          | 모태호      |          |
| 2002 | SBS      | 오렌지                                        |             |          |
| 2003 | KBS      | 결혼이야기 - 사랑을 소매치기하다              |             |          |
| 2003 | MBC      | 아르곤                                        | 박정환 하사 |          |
| 2004 | KBS      | 꽃보다 아름다워                               |             |          |
| 2005 | MBC      | 자매바다                                      | 어린 우충근 |          |
| 2010 | MBC      | 욕망의 불꽃                                   | 김영식      |          |
| 2010 | SBS Plus | 키스 앤 더 시티                               |             |          |
| 2011 | KBS2     | 두근두근 달콤                                 | 최재영      |          |
| 2011 | 채널A    | 해피앤드 101가지 부부이야기 - 아내의 주홍글씨 | 재혁        |          |
| 2012 | SBS      | 맛있는 인생                                   |             |          |
| 2013 | tvN      | 환상거탑                                      | 강동민      |          |
| 2014 | MBC      | 엄마의 정원                                   | 보영의 남편 |          |
| 2016 | MBC      | 아름다운 당신                                 | 변진호      |          |
| 2016 | KBS1     | 임진왜란 1592                                 | 이선지      |          |
| 2016 | SBS      | 사랑은 방울방울                               | 우경의 남편 | 특별출연 |
| 2017 | KBS2     | 최고의 한방                                   | 매니저      |          |
| 2018 | MBN      | 철수씨와 02                                   | 김동민      |          |
| 2018 | MBC      | 배드파파                                      | 김윤수      | 특별출연 |
| 2019 | KBS2     | 하나뿐인 내편                                 | 수정의 오빠 | 특별출연 |
| 2020 | SBS      | 불새 2020                                     | 조현민      |          |

### 영화
| 연도 | 제목                                          | 역할     | 비고 |
| ---- | --------------------------------------------- | -------- | ---- |
| 1998 | 짱                                            | 뺀질이   |      |
| 1999 | 질주                                          | 승현     |      |
| 2000 | 여름이야기                                    | 강성제   |      |
| 2002 | 철없는 아내와 파란만장한 남편 그리고 태권소녀 | 젊은남자 |      |
| 2003 | 주글래 살래                                   | 이소룡   |      |
| 2015 | 엄마의 남자                                   | 성식     |      |
| 2017 | 길                                            | 종광     |      |
| 2018 | 누에치던 방                                   | 정의현   |      |
| 2019 | 질투의 역사                                   | 김홍     |      |
| 2020 | 혼: 공포의 시작                               | 최 형사  |      |
| 2020 | 열혈형사                                      | 장 형사  |      |
| 2020 | 개 같은 것들                                  | 영태     |      |
| 2020 | 내 남자친구를 소개합니다                      | 최혁     |      |

### 예능
- 1999년 KBS2 《출발드림팀》
- 1999년 KBS2 《뮤직뱅크》
- 1999년 ~ 2000년 SBS 파워FM 《텐텐클럽》
- 2017년 ~ 2020년 KBS2 《살림하는 남자들》
- 2018년 KBS2 《해피투게더 3》(556회, 557회) - 게스트
- 2019년 KBS1 《TV는 사랑을 싣고》 - 게스트
- 2019년 JTBC2 《악플의 밤》 - 게스트
- 2019년 JTBC 《한끼줍쇼》 - 게스트
- 2020년 SBS 《진짜 농구, 핸섬타이거즈》
- 2020년 채널A 《아이콘택트》 - 게스트(최제우와 동반출연)
- 2020년 SBS F!L, TV조선, 라이프타임 《홈데렐라》 - 게스트
- 2024년 채널A 《위대한 탄생》
- 2024년 TV조선 《조선의 사랑꾼》

### 광고
- 1998년 에리트 베이직(현 형지엘리트)
- 1999년 빙그레 하트유
- 1999년 LG유플러스 019 예스 서비스
- 2000년 모토로라 윙스
- 2018년 알리바바버거
- 2019년 서울우유 나 100%

### 뮤지컬
- 2004년 십이야
- 2006년 밴디트
- 2020년 트롯연가

### 연극
- 2011년 옆방 웬수
- 2013년 행복한 유령

## 수상 경력
- 2018 KBS 연예대상 버라이어티 우수상 《살림하는 남자들》
- 2019 KBS 연예대상 쇼·오락 부문 최우수상